# Rifugio Larezila
Il rifugio Larezila è un rifugio alpino di proprietà privata situato nell'Alpe di Lusia, località del comune di Moena, in provincia di Trento.

## Storia
Alla fine del XVIII secolo, i membri della famiglia Iellici, arruolati come Schützen, tornarono dalla campagna contro l'invasione di Napoleone Bonaparte, e con la paga guadagnata costruirono il fienile e la stalla, oltre alle fondamenta della baita in legno in cui erano posti gli alloggi. Alla fine del XIX secolo la baita divenne un punto di ristoro per i contadini e i primi turisti escursionisti tedeschi ed inglesi che, partendo da Bolzano, raggiungevano a piedi San Martino di Castrozza.
Nel 1905 Battistol Iellici, dopo aver prestato il servizio militare per oltre 12 anni nella divisione dei bersaglieri a cavallo, chiese ed ottenne un prestito di duecento corone d'oro all'Associazione alpina tedesca e austriaca (Deutscher und Österreichischer Alpenverein) di Vienna per realizzare il rifugio escursionistico. Venne così costruito l'edificio, costituito da un piano terra con cucina e sala da pranzo, un piano rialzato con quattro stanze e la soffitta. Grazie alla sua posizione strategica, durante la Prima guerra mondiale gli austriaci vi allestirono il comando militare e poi un ospedale militare, che venne visitato nel 1915 dal principe Carlo d'Asburgo in visita al fronte di Cima Bocche.
Al termine della Grande guerra, il rifugio venne ampliato con una veranda in legno, e negli anni 1940 passò in gestione ad Enrico ed Angelica Iellici. Durante la Seconda guerra mondiale vi avvenne un rastrellamento da parte di una compagnia di soldati nazisti delle SS. A partire dagli anni 1960, con l'avvio del turismo di massa, il rifugio venne ulteriormente ampliato.